# Сан-Марино на зимових Олімпійських іграх 2002
Сан-Марино брало участь у Зимових Олімпійських іграх 2002 року у Солт-Лейк-Сіті (США), але не завоювало жодної медалі.

## Результати змагань

### Гірськолижний спорт
Чоловіки
| Спортсмен             | Змагання           | Спуск 1 | Спуск 2 | Всього  | Всього |
| Спортсмен             | Змагання           | Час     | Час     | Час     | Місце  |
| --------------------- | ------------------ | ------- | ------- | ------- | ------ |
| Джіан Матео Джіордані | Гігантський слалом | 1:25.02 | 1:23.29 | 2:48.31 | 57     |